# 拉邬语
拉邬语 (自称：la21 wu21)是一种在中国云南省玉溪市新平彝族傣族自治县水塘镇旧哈村由50名老年人使用的极濒危的未分类彝语。此外在云南省普洱市镇沅彝族哈尼族拉祜族自治县九甲乡可能仍有人会说拉邬语。拉邬语使用者目前被归为拉祜族，早些时候被归为彝族。

## 分类
Cathryn Yang(2012)认为拉邬语像是彝语中部方言，但注释道它不和拉祜语或傈僳语归在一类。
修至诚(2017)认为拉邬语和在卢鹏&路伟(2011)中记录的云南省元阳县大坪乡小坪子阿邬语有亲缘关系。拉邬语和阿邬语形成了拉邬语组。语言学证据支持阿邬人祖先从西北方来到红河河谷，向下游迁徙到其现居地。
已经灭亡的乐舞语可能和拉邬语有亲缘关系，但具体地位因资料短缺不明确。